# Palaeaspilates maculifascia
Palaeaspilates maculifascia là một loài bướm đêm trong họ Geometridae.